# Naked in Manhattan
«Naked In Manhattan» es una canción de la cantautora estadounidense Chappell Roan. Fue lanzada de forma independiente el 18 de febrero de 2022. Más tarde se convertiría en el tercer sencillo del álbum debut de Roan, The Rise and Fall of a Midwest Princess , a través de Amusement Records e Island Records. Escribió la canción con Dan Nigro y Skyler Stonestreet, con Dan Nigro en la producción. Es una canción disco pop sobre el primer enamoramiento de una chica, estableciendo comparaciones con el sentimiento de la ciudad de Nueva York.

## Antecedentes
Tras los decepcionantes resultados comerciales de su anterior sencillo, «Pink Pony Club», y el abandono de Atlantic Records por no ser rentable, Roan se tomó un descanso de dos años antes de volver con «Naked in Manhattan». La canción se inspiró en la primera vez que se enamoró de una chica de Nueva York. Dijo en una entrevista: «Esta canción se relaciona con estar enamorada de una chica o como una relación queer al principio, porque es similar a la forma en que la ciudad de Nueva York me hace sentir, que es como, excitada y algo así como, ansiosa de viajar, y es lo mismo que una chica».

## Recepción crítica
En una crítica para Earmilk, Emily Treadgold dijo que «Naked In Manhattan» era una muestra de la asombrosa capacidad de Chappell Roan para «captar a la perfección esos sentimientos florecientes del amor juvenil a través de una lente queer».
Madeline Kinnaird, de NPR, escribió que «Naked In Manhattan» tiene un lirismo «tierno» y «nostálgico». Comentó que el falsete de Roan es «flotante» y que la instrumentación tiene «sintetizadores delicados y anhelantes».

## Posicionamiento en listas
| Lista (2024)                            | Mejor posición |
| --------------------------------------- | -------------- |
| Estados Unidos (Bubbling Under Hot 100) | 16             |